# Figure 01 (робот)
Figure 01 — человекоподобный робот-андроид с искусственным интеллектом Open AI. Впервые был представлен в 2022 году.

## Описание
Человекоподобный робот-андроид Figure 01 имеет рост 168 см, вес 60 кг, может передвигаться со скоростью 1,2 м/с и поднимать грузы до 20 кг. Заряда аккумулятора хватает до 5 часов работы. Внешне робот напоминает космонавта облаченного в скафандр, на спине имеется «рюкзак». Вместо лица у робота расположен дисплей, откуда робот видит окружающую среду.

## Возможности
В отличие от многих других роботов, которые запрограммированы по определенной схеме, или управляются теле-оператором, робот-андроид Figure 01 действует сам благодаря искусственному интеллекту open AI и GPT-4, он способен хорошо понимать человеческую речь и преобразовывать ее в команды для своих действий, так же он способен быстро учиться и запоминать свои действия. Так на одном из видео опубликованным командой разработчиков — робота сначала просят описать, что лежит на столе, а затем просят дать на столе что нибудь съедобное, и он подает яблоко, которое лежит на столе. Затем его просят убрать мусор в контейнер, которые лежат на столе. Затем робота просят разложить тарелку и кружку на свои места к другим таким же предметам, что он сделал. Все задания робот прошел на успешно.

## Figure 02
В начале августа 2024 года была представлена вторая модель робота. Внешний вид робота значительно изменился, теперь его корпус стал обтекаемым, все провода были спрятаны внутрь корпуса, рюкзак тоже был убран. Робот стал значительно более гибким и подвижным, и быстрее реагирует на команды. Время автономной работы робота увеличено с 5 до 7 часов работы. Робот имеет 16 степеней свободы, а способность переносить вес была увеличена с 20 до 25 кг.